# Hanneke Jagersma
Johanna (Hanneke) Jagersma (Heeg, 1 november 1951) is een voormalig Nederlands burgemeester en politicus van de CPN.

## Leven en werk
Jagersma werd geboren in een politiek bewust CHU-gezin. Jagersma volgde een opleiding aan de sociale academie, de ASCA, in Groningen. Tijdens haar studietijd  werd ze politiek actief en in 1974 lid van de CPN. Na haar studie was zij werkzaam als projectleider gecoördineerd ouderenwerk in Beerta. Voor de CPN werd ze in 1978 gekozen in de Provinciale Staten van Groningen. Vier jaar later benoemde de Kroon op voordracht van de minister van Binnenlandse Zaken Ed van Thijn haar tot burgemeester van Beerta, waar zij op 1 april 1982 geïnstalleerd werd. Zij kreeg de ambtsketting omgehangen door partijveteraan Koert Stek. Zij was bij haar benoeming de jongste burgemeester van Nederland en werd de eerste en achteraf bezien ook enige CPN-burgemeester. 
Tijdens haar ambtstermijn werd zij vanwege zwangerschapsverlof, vanaf december 1983, gedurende drie maanden vervangen door de toenmalige VVD-burgemeester van Delfzijl, Ivo Opstelten. Een meerderheid van de gemeenteraad en de wethouders reageerde "zeer negatief" op het besluit dat commissaris van de Koningin Henk Vonhoff (VVD) had genomen: vervanging door bijvoorbeeld de locoburgemeester was ook mogelijk geweest.
Toen de gemeente Beerta op 1 januari 1990 werd opgeheven, verdween haar functie. Ze was daarna interim-manager bij de Stichting Huis voor Thuis- en Daklozen in Groningen en werkzaam bij de Vereniging Humanitas.
Jagersma was een van de Oost-Groningse leden van de CPN, die zich verzetten tegen de vorming van GroenLinks. Ze is nog enige tijd actief geweest in de VCN, Partij van Communisten in Nederland. In 2013 sloot ze zich aan bij de SP.